# Nam Fung Chau
Nam Fung Chau (kinesiska: 南風洲, 南风洲) är en ö i Hongkong (Kina). Den ligger i den nordöstra delen av Hongkong.